# 去菀陳莝
去菀陳莝一說為中医活血之法，亦是透過通大便治療「飲」證的方法。「菀」有鬱結、積滯之意；「陳」即日久、陳積；「莝」原意為鍘除雜草，故去菀陳莝可引申為去除日久積滯於體內的糟粕物質。這方法適用於水飲於體內停留日久、病程較長或是水飲停留部位較深的情況。適合治療「痰飲」、「懸飲」、「支飲」等飲證，使積聚物通過腸道，從大便中排出體外。